# بوب شيرلي
بوب شيرلي (بالإنجليزية: Bob Shirley)‏ هو لاعب كرة قاعدة أمريكي، ولد في 25 يونيو 1954 في كوشينغ في الولايات المتحدة.

## وصلات خارجية
- بوب شيرلي على موقع دوري كرة القاعدة الرئيسي (الإنجليزية)
- بوب شيرلي على موقعبيزبول رفرنس.كوم (الدوري الرئيسي) (الإنجليزية)
- بوب شيرلي على موقعبيزبول رفرنس.كوم (الدوري الثانوي) (الإنجليزية)
- بوب شيرلي على موقع مشجعي الرسوم البيانية (الإنجليزية)